# Valetul de pică (film)
Valetul de pică (titlul original: în franceză Chien de pique) este un film dramatic francez, realizat în 1960 de regizorul Yves Allégret, protagoniști fiind actorii Eddie Constantine, Raymond Pellegrin, Marie Versini și Georges Douking.

## Rezumat
După o viață plină de aventuri, Patrick s-a stabilit în Camargue și a cumpărat o fermă unde crește tauri, în timp ce „rizierii” locali se plâng că animalele lui le distrug recoltele. Chiar în ziua în care taurii sunt marcați, Patrick îl vede pe Robert, un tovarăș de mult pierdut din vedere și care acuma abia a ieșit din închisoare. Îl găzduiește și nu-i cere nimic în schimb, în ciuda nemulțumirii celorlalți. Robert începe prin a-l șantaja pe tânărul Paco, fiul bucătarului-gardian, propunându-i să jefuiască o bancă. Apoi o râvnește pe Zita, logodnica lui Patrick, dar apoi când organizează o expeditie devastatoare împotriva cultivatorilor de orez, lucrurile scapă total de sub control...

## Distribuție
- Eddie Constantine – Patrick
- Raymond Pellegrin – Robert
- Marie Versini – Zita
- Georges Douking – Manuel
- Pierre Clémenti – Paco
- Moustache – Proprietarul cafenelei
- Henri Cogan – un gardian
- Henri San Juan –
- Francis San Juan – un gardian
- Jean-Marc Allègre – un cultivator de orez
- James Campbell –
- Guy Estève –